# Krzysztof Hetman
Krzysztof Andrzej Hetman, né le 27 juin 1974 à Lublin, est un homme politique polonais.

## Biographie
Aux élections parlementaires de 2023, il a obtenu un mandat de député lors de la Xe législature au nom de la coalition "Troisième Voie" (avec un total de 28 876 voix), entraînant ainsi sa démission du Parlement européen.
Le 13 décembre suivant, il devient ministre du Développement et de la Technologie dans le gouvernement de Donald Tusk.